# مالكوم رووي
مالكوم رووي هو موظف مدني كندي، ولد في 1953 في سانت جونز في كندا.